# Jüdischer Friedhof (Enger)

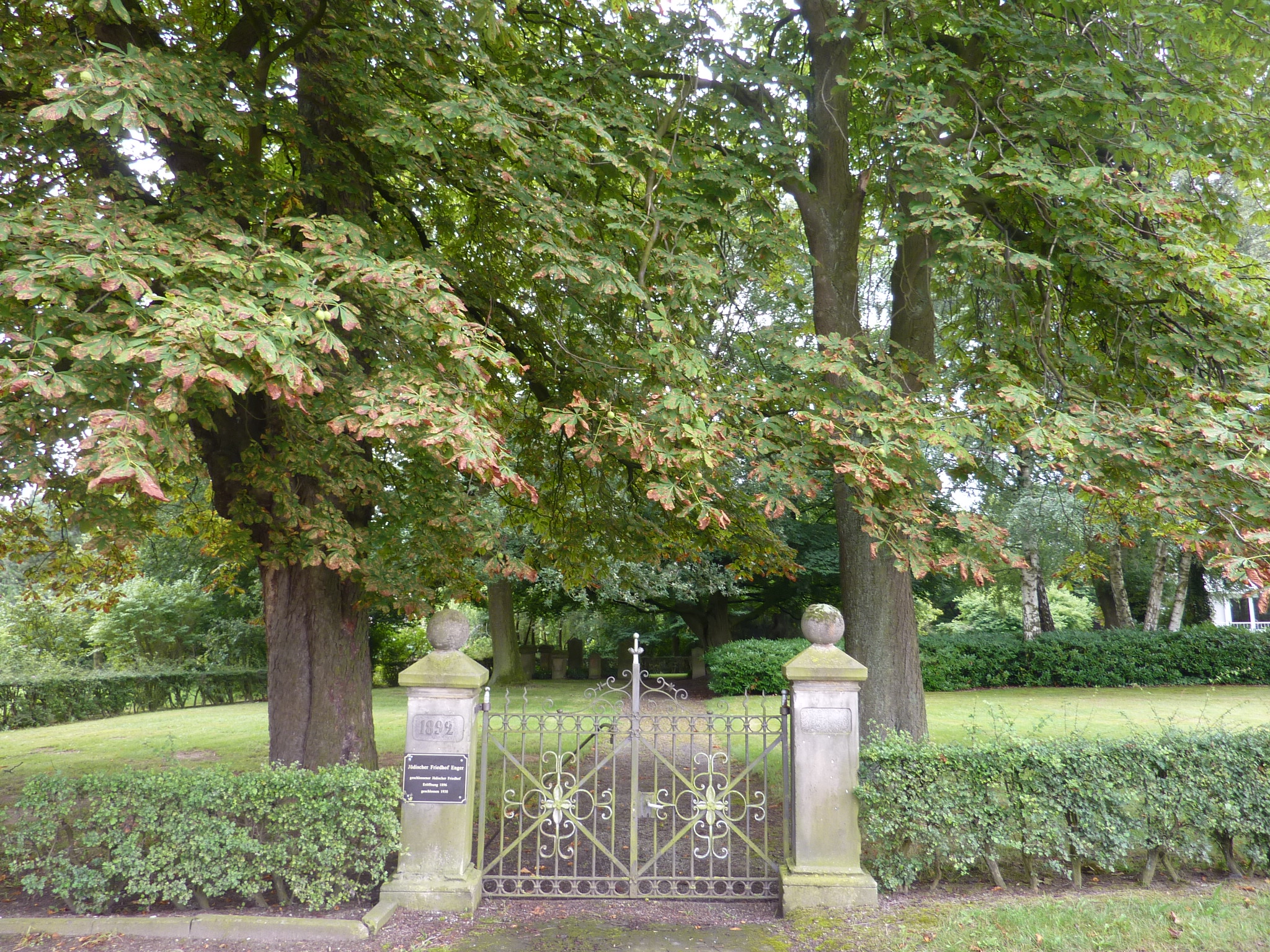
Jüdischer Friedhof in Enger

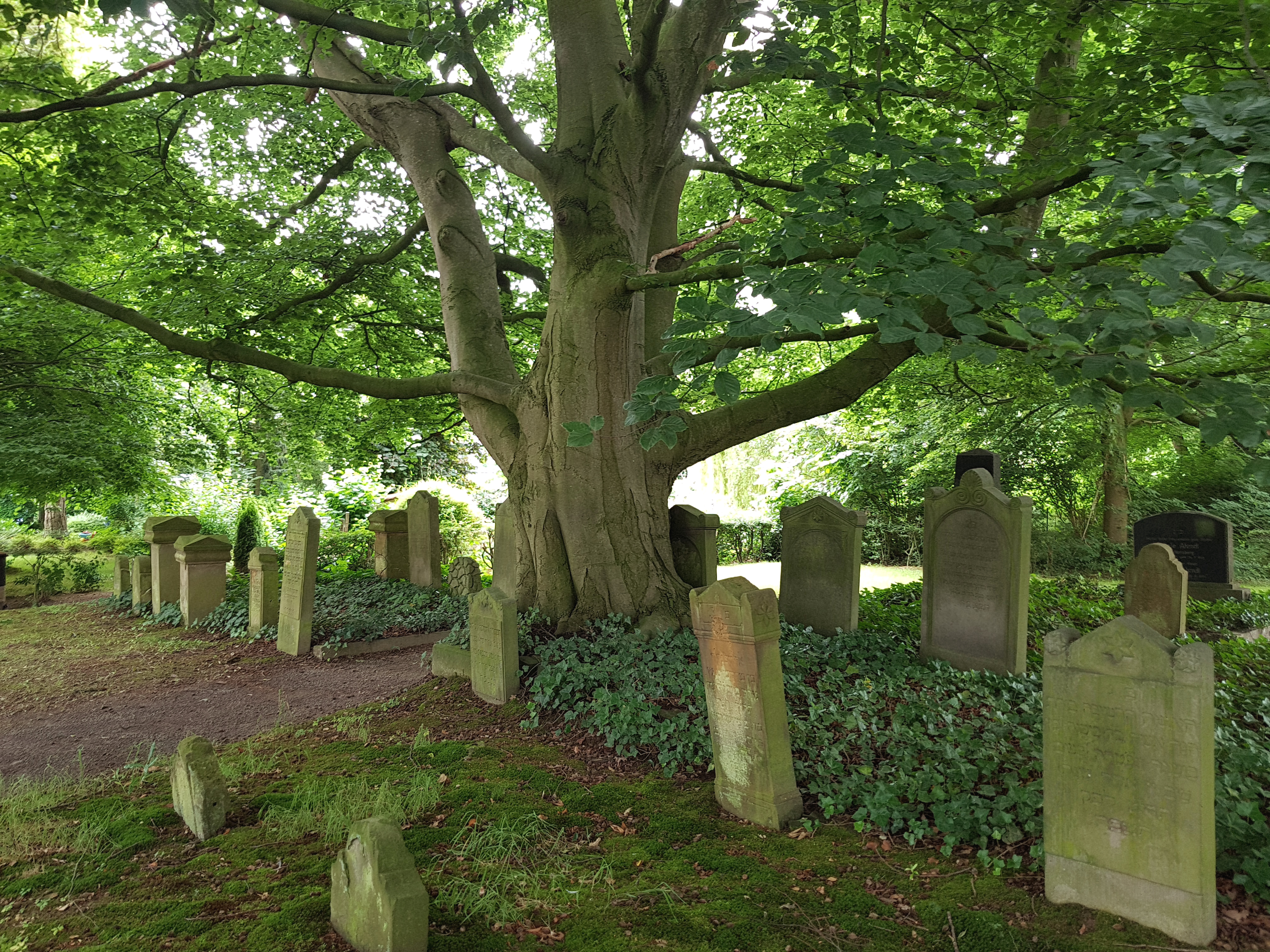
Grabsteine auf dem Friedhof

Der Jüdische Friedhof in Enger, einer Stadt im Südwesten des ostwestfälischen Kreises Herford in Nordrhein-Westfalen, wurde Mitte der 1820er Jahre errichtet. Der im Norden der Stadt an der Ziegelstraße 23 gelegene jüdische Friedhof ist unter Nummer 46 als geschütztes Baudenkmal in die Liste der Baudenkmäler in Enger eingetragen.
Die jüdische Gemeinde in Enger bestattete ihre Toten vor der Einrichtung ihres eigenen Friedhofs auf dem jüdischen Friedhof in Bünde. Die letzte Bestattung auf dem jüdischen Friedhof in Enger fand 1938 statt. Heute sind noch 56 Grabsteine (Mazewot) vorhanden.